# رمادية (عفرين)
رمادية (بالكردية: Remadiyê‏) هي قرية سوريّة تتبع إداريّاً لمحافظة حلب منطقة عفرين ناحية جنديرس. بلغ تعداد سكانها 759 نسمة حسب التعداد السكاني لعام 2004، و809 نسمة حسب قيود السجل المدني لنهاية عام 2005.